# Fannia pusio
Fannia pusio là một loài ruồi trong họ Fanniidae.